# Jadwiga Jezierska
Jadwiga Jezierska zam. Berglund ps. „Ryszard” (ur. 24 lutego 1915) – żołnierz Armii Krajowej, działająca w siatce zewnętrznej komórki więziennej „998” Wydziału Bezpieczeństwa i Kontrwywiadu Oddziału II KG AK, więźniarka obozów koncentracyjnych, dama Orderu Wojennego Virtuti Militari.

## Życiorys
Urodziła się 24 lutego 1915. Na Uniwersytecie Warszawskim ukończyła studia filozoficzne, a po wojnie w Szwecji na Uniwersytecie w Uppsali socjologię.

Podczas okupacji, mieszkając w Warszawie, jako „Ryszard” została jesienią 1942 zaprzysiężona do Armii Krajowej przez Józefa Garlińskiego, który był szefem zewnętrznej komórki więziennej noszącej kryptonim „998”, Wydział Bezpieczeństwa i Kontrwywiadu Oddziału II KG AK. Znała dobrze język niemiecki, więc dzięki pomocy dyrektora Zakładów Karnych zatrudniono ją w więzieniu Pawiak, w charakterze urzędniczki kancelarii depozytowej i działała tam w siatce zewnętrznej. Przekazywała wykazy więźniów, którzy byli przywożeni na Pawiak, grypsy z i do więzienia (przenosząc je np. pod językiem, w uchu, w specjalnie skonstruowanych guzikach płaszcza, w wydrążonej klamrze torebki, w kluczach z odkręcanymi uszkami). Praca ta była bardzo niebezpieczna, ponieważ Jadwiga sporządzając przy swoim biurku listy aresztowanych, była obserwowana przez gestapowców, a podczas każdorazowego wejścia i wyjścia z więzienia była poddawana rewizji. Józef Garliński tak o niej pisze:

Była niezawodna w swej pracy, codziennie widziała wszystkich nowych więźniów, znała ich wygląd i nazwiska, pod którymi byli aresztowani i zaraz mi przekazywała... i dalej: odszedł transport więźniów na Majdanek, a już w ciągu 24 godzin otrzymałem od „Ryszarda” pełny wykaz mężczyzn 1200 i kobiet 311 wysłanych....

1 września 1943 została aresztowana i przewieziona na Pawiak. Podczas ciężkiego śledztwa, Niemcom nie udało się zidentyfikować jej funkcji. 5 października wywieziono Jadwigę do obozu Auschwitz, a następnie do Ravensbrück. Tuż przed zakończeniem wojny, w ramach akcji „Bernadotte”, którą organizował szwedzki Czerwony Krzyż, przewieziono ją do Szwecji.
Sierżant Jadwiga Jezierska Rozkazem Dowódcy AK Nr 512 z 2 października 1944 została
odznaczona Krzyżem Srebrnym Orderu Wojennego Virtuti Militari
Po skończonej wojnie, w dalszym ciągu przebywała w Szwecji, gdzie wyszła za mąż za szwedzkiego inżyniera, zajęła się wychowaniem dwójki dzieci, później trójki wnuków. Nie była zaangażowana w prace polonijnego środowiska kombatanckiego. Chora, żyje i mieszka w Szwecji.